# MG ZS (2001)
Der MG ZS ist eine sportliche Limousine, bzw. Kombilimousine, die MG (eine Marke von MG Rover) zwischen Mitte 2001 und Frühjahr 2005 herstellte. In der Volksrepublik China wurde das Fahrzeug 2007 als MG 5 vorgestellt. Ein dortiger Verkauf ist jedoch nicht überliefert.

## Geschichte

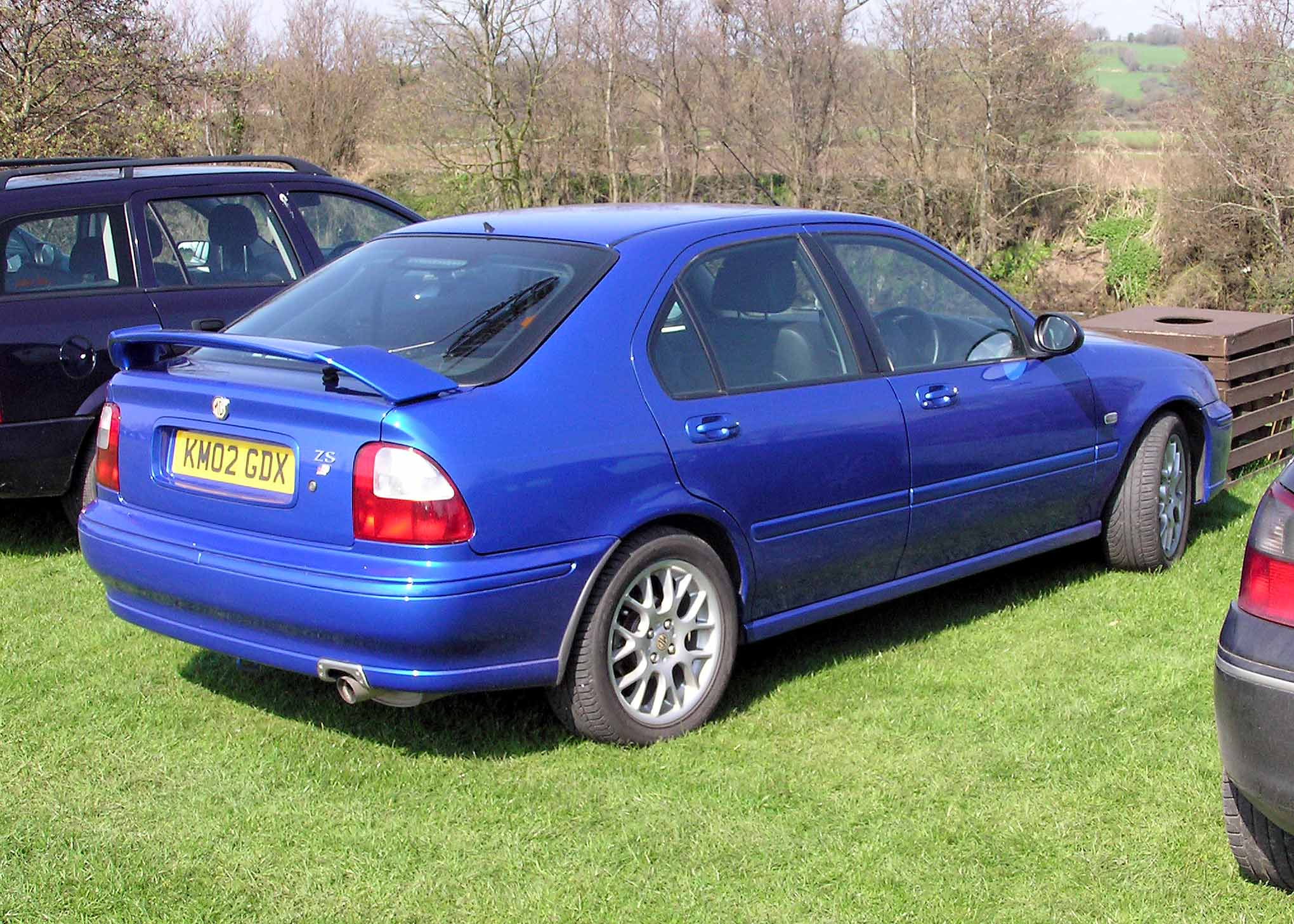
Heckansicht

Der MG ZS ist eine sportliche Version des Rover 45, der bereits im Herbst 1999 auf den Markt kam. Der Rover 45 ist wiederum eine überarbeitete Variante des Rover 400, der Mitte 1995 als Fließheck und Stufenheck vorgestellt wurde. Der Rover 400 hatte viele Ähnlichkeiten mit dem Honda Civic der Baujahre 1995 bis 1999, da während seiner Entwicklung Rover und Honda in einer Partnerschaft zusammenarbeiteten, um gemeinsam Autos für den japanischen und europäischen Markt zu entwickeln.
Der MG ZS wurde aus dem Rover 45 entwickelt, nachdem BMW im Frühjahr 2000 Rover verkauft hatte. Die Entwicklung des Modells wurde dadurch beschleunigt, dass Rover bereits einen Prototyp mit V6-Motor und sportlichem Fahrwerk vom Vorgängertyp 400 geschaffen hatte. Tatsächlich entwickelte Rover von allen drei auf dem Markt angebotenen Modellen MG-Versionen: Dem Rover 25 wurde der MG ZR zur Seite gestellt, dem Rover 75 der MG ZT und dem Rover 45 eben der MG ZS.
Der zugrundeliegende Rover 45 war mehr komfortorientiert als der MG ZS. Aufgrund der Honda-Basis des Modells mit einer Vorderradaufhängung mit doppelten Querlenkern und einer Mehrlenkerhinterachse eignete sich das Fahrwerk für eine Neuabstimmung als fahraktiver MG sehr gut.

### Modellpflege

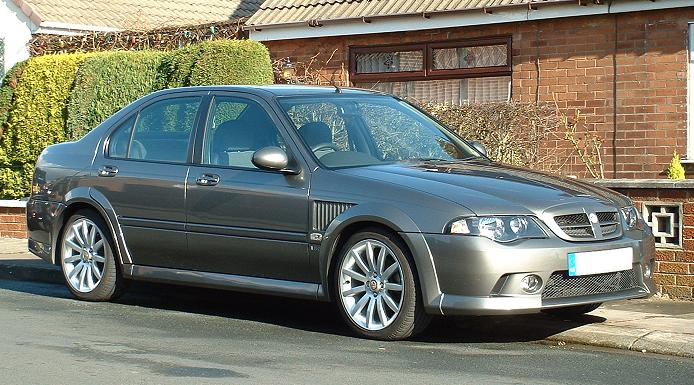
MG ZS180 Stufenheck (2004–2005)

Anfang 2004 wurde der ZS zusammen mit der übrigen MG-Rover-Modellpalette überarbeitet. Die Retro-Design-Details, die man am Fahrzeug anbrachte, als er vom 400 zum 45 wurde, verschwanden größtenteils wieder. Zum ersten Mal wurden der Rover 45 und der MG ZS Fahrzeuge mit unterschiedlichem Aussehen, zumindest was das im Herbst 2003 erschienene Spitzenmodell ZS180 anbetraf. Verbreiterte Radläufe und Lüftungsgitter in den Kotflügeln sowie andere Akzente unterschieden den neuen ZS deutlich von seinem Schwestermodell. 
Der ZS bekam auch eine neue Innenausstattung mit neuen Polstermaterialien und einem neu gestylten Armaturenbrett, das bei einigen Modellen auch Bedienelemente für die Klimaanlage aufwies.
Die Fertigung des MG ZS wurde im April 2005 nach dem Bankrott von MG Rover eingestellt und die Herstellungsrechte gingen zurück an Honda, von denen auch die Pläne des ursprünglichen Fahrzeuges aus dem Jahr 1995 stammten.

## Technische Daten
Leistungsdaten für die MG-ZS-Modellpalette:
| Modell              | Motor                              | Leistung                         | Drehmoment             | Beschleunigung 0–100 km/h | Höchstgeschwindigkeit |
| ------------------- | ---------------------------------- | -------------------------------- | ---------------------- | ------------------------- | --------------------- |
| ZS105               | 1,4 l-R4 Rover-K-Serie             | 103 bhp (76 kW) bei 6.000 min−1  | 123 Nm bei 4.500 min−1 | 10,8 s                    | 184 km/h              |
| ZS110               | 1,6 l-R4 Rover-K-Serie             | 107 bhp (79 kW) bei 6.000 min−1  | 138 Nm bei 4.500 min−1 | 9,8 s                     | 191 km/h              |
| ZS120               | 1,8 l-R4 Rover-K-Serie             | 115 bhp (85 kW) bei 5.500 min−1  | 160 Nm bei 2.750 min−1 | 9,0 s                     | 195 km/h              |
| ZS120 Automatic     | 1,8 l-R4 Rover-K-Serie             | 115 bhp (85 kW) bei 5.500 min−1  | 160 Nm bei 2.750 min−1 | 9,9 s                     | 184 km/h              |
| ZS180               | 2,5 l-V6 Rover-KV-Serie            | 177 bhp (130 kW) bei 6.500 min−1 | 240 Nm bei 4.000 min−1 | 7,3 s                     | 224 km/h              |
| ZS TD (eingestellt) | 2,0 l-R4-Turbodiesel Rover-L-Serie | 99 bhp (73 kW) bei 4.200 min−1   |                        |                           |                       |
| ZS TD 115           | 2,0 l-R4-Turbodiesel Rover-L-Serie | 111 bhp (82 kW) bei 4.200 min−1  | 260 Nm bei 2.000 min−1 | 9,5 s                     | 192 km/h              |

## Angebot in Deutschland
Zunächst wurde in Deutschland nur der ZS180 angeboten. Zur Serienausstattung des ZS180 elektrische Fensterheber, Klimaanlage, Teilledersitze, 4 Airbags, 17"-Alufelgen, Servolenkung, ABS und Nebelscheinwerfer. Beim Fahrwerk wurde auf die Rennversion des MG zurückgegriffen. Auf Grund dieser Konfiguration wurde auf eine elektrische Fahrhilfe verzichtet.

## Renneinsätze

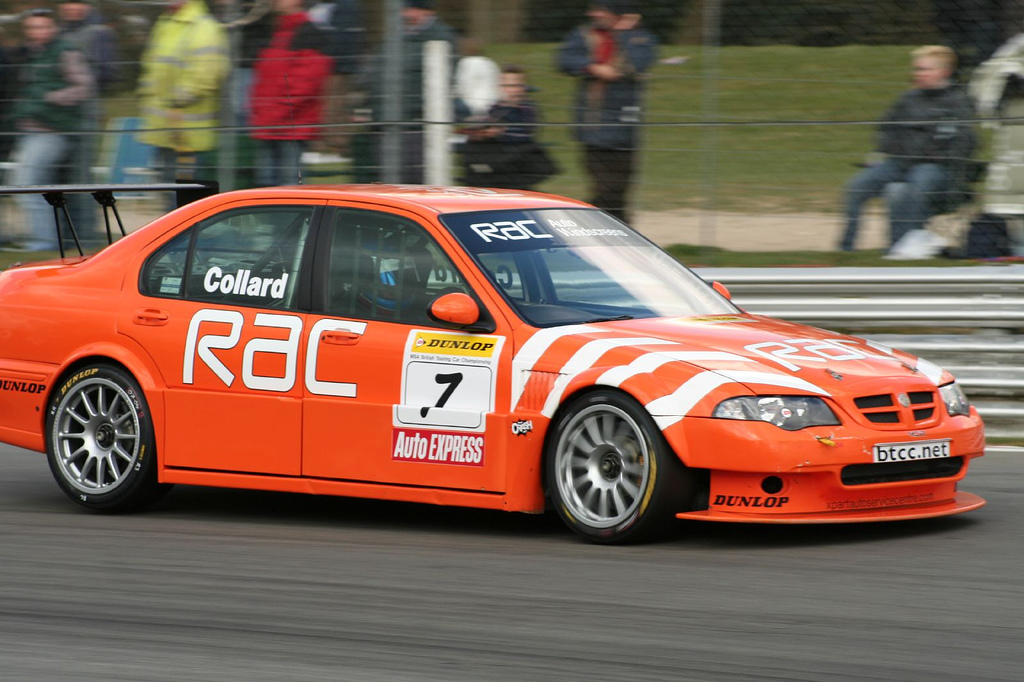
Rob Collards MG ZS (2006)

Der ZS wurde in der British Touring Car Championship seit 2001 gemeldet. Das ‚’West Surrey Racing Team’’ (WSR) hatte viele Jahre lang den Status eines Werksrennstalls und verwendete anfangs Autos mit einer 2,0 l-Version von Rovers KV6-Motor. Später wandte man sich den Vierzylindermotoren der Rover-K-Serie zu. Ehemalige „WSR“-Autos kamen in andere Hände und 2002 gab es ein „Juniorteam“.
Die Fahrer des MG BTCC waren:
| Jahr                    | Team                                       | Fahrer                                        |
| ----------------------- | ------------------------------------------ | --------------------------------------------- |
| 2001 (verkürzte Saison) | MG Sport and Racing (WSR)                  | Anthony Reid (2), Warren Hughes (20)          |
| 2002                    | MG Sport and Racing (WSR)                  | Anthony Reid, Warren Hughes                   |
| 2002                    | Team Atomic Kitten (Juniorteam)            | Colin Turkington, Gareth Howell               |
| 2003                    | MG Sport and Racing (WSR)                  | Anthony Reid, Warren Hughes, Colin Turkington |
| 2004                    | West Surrey Racing                         | Anthony Reid, Colin Turkington                |
| 2004                    | Kartworld Racing                           | Jason Hughes                                  |
| 2005                    | West Surrey Racing                         | Rob Collard                                   |
| 2006                    | Team RAC (WSR)                             | Rob Collard, Colin Turkington                 |
| 2006                    | Kartworld Racing                           | Jason Hughes                                  |
| 2007                    | Kartworld Racing                           | Jason Hughes, Fiona Leggate                   |
| 2008                    | KW Racing (umbenanntes 'Kartworld Racing') | Jason Hughes (bis er einen Honda kaufte)      |

## Nachfolger
Ein Nachfolger des Rover 45 / MG ZS (anfangs RDX60 genannt) war in Entwicklung. Er basierte auf der verkürzten Bodengruppe des Rover 75 und sollte als Kombilimousine, Limousine und Kombi („Tourer“) erscheinen. Die Fahrwerksentwicklung wurde von Tom Walkingshaw Racing durchgeführt, aber mit dem Zusammenbruch dieser Firma eingestellt. 
Dass der RDX60 nicht erschien, bedeutete, dass der ZS überarbeitet und bis zum Ende von MG Rover in der Modellpalette gehalten wurde.